# Kateholamin
Kateholamini su hormoni „borbe-ili-bežanja“, koje oslobađaju nadbubrežne žlezde u odgovoru na stres. Oni su deo simpatičkog nervnog sistema. 

Oni se nazivaju kateholaminima zato što sadrže katehol ili 3,4-dihidroksifenilnu grupu. Oni su derivati aminokiseline tirozina.
U ljudskom telu, najzastupljeniji kateholamini su epinefrin (adrenalin), norepinefrin (noradrenalin) i dopamin, koji se formiraju iz fenilalanina i tirozina. Razni stimulansni lekovi su kateholaminski analozi.
Kateholamini su rastvorni u vodi, i 50% su vezani za proteine plazme, tako da cirkulišu u krvotoku.
Tirozin se formira iz fenilalanina putem hidroksilacije enzimom fenilalanin hidroksilaza. (Tirozin se takođe unosi direktno iz dijetalnih proteina). On se zatim šalje u neurone koji izlučuju kateholamin. U njima, nekoliko serijskih reakcija konvertuju tirozin do -L-DOPA}-, do dopamina, do norepinefrina, i konačno do epinefrina.

## Struktura
Kateholamini imaju distinktne strukture koje sadrže benzenov prsten sa dve hidroksilne grupe, etilni lanac, i terminalnu aminsku grupu. Feniletanolamini poput norepinefrina imaju hidroksilnu grupu na etil lancu.

## Formiranje i degradacija

### Lokacija
Kateholamini se formiraju prvenstveno u hromafinskim ćelijama nadbubrežne medule i postganglionim nervnim vlaknima simpatičkog nervnog sistema. Dopamin, koji deluje kao neurotransmiter centralnog nervnog sistema, se uglavnom formira u nervnim ćelijskim telima u dve moždane oblasti: substantia nigra i ventralna tegmentalna oblast.

### Sinteza
Iz levodope se prvo sintetiše dopamin. Norepinefrin i epinefrin su derivati daljih metaboličkih modifikacija dopamina. Enzimu dopamin hidroksilaza je neophodan bakar kao kofaktor, dok je DOPA dekarboksilazi potreban . Stepen koji ograničava brzinu biosinteze kateholamina je hidroksilacija tirozina.
|           |                        |              |                                                            |           |
| L-Tirozin | Tirozin hidrolaza      | Levodopa     | dekarboksilaza Aromatična L-aminokiselinska dekarboksilaza) | Dopamin   |
|           |                        |              |                                                            |           |
|           | Dopamin β-hidroksilaza | Norepinefrin | Feniletanolamin N-metiltransferaza                          | Epinefrin |

## Spoljašnje veze
- Catecholamines на 